# Rubus curtipes
Rubus curtipes är en rosväxtart som beskrevs av Liberty Hyde Bailey. Rubus curtipes ingår i släktet rubusar, och familjen rosväxter. Inga underarter finns listade i Catalogue of Life.